# Presidentband
Ett presidentband är ett band av tyg som bärs av presidenter i många länder runt om i världen och används som mest i Latinamerika.
Presidentbandet är en viktig symbol för presidentämbetet och dess kontinuitet och bärs bara av den vid varje tillfälle sittande presidenten. Dess betydelse som symbol för statschefen kan jämföras med kronan i monarkier. När presidenten avgår, lämnar vederbörande personligen över presidentbandet till sin efterträdare i samband med presidentinstallationsceremonin.
Presidentband är vanligen färggranna och breda, förfärdigade i landets nationalfärger. De bärs över högra skuldran ner mot vänstra höften. Ofta finns landets riksvapen eller en del av det avbildat på bandet.

## Bilder av presidenter med presidentband

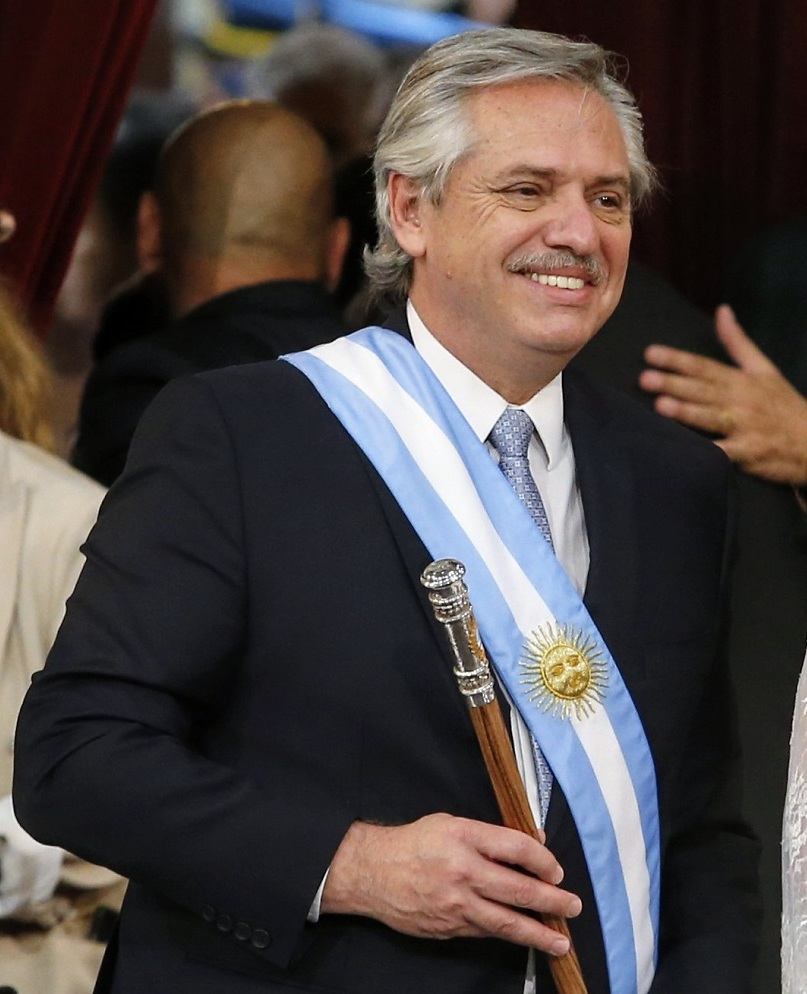
Alberto Fernández, Argentinas president sedan 2019.
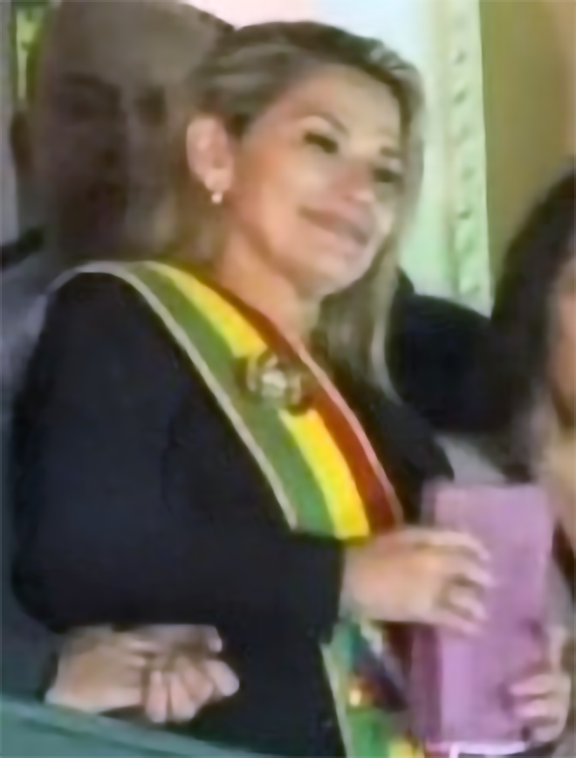
Jeanine Áñez, Bolivias president sedan 2019.
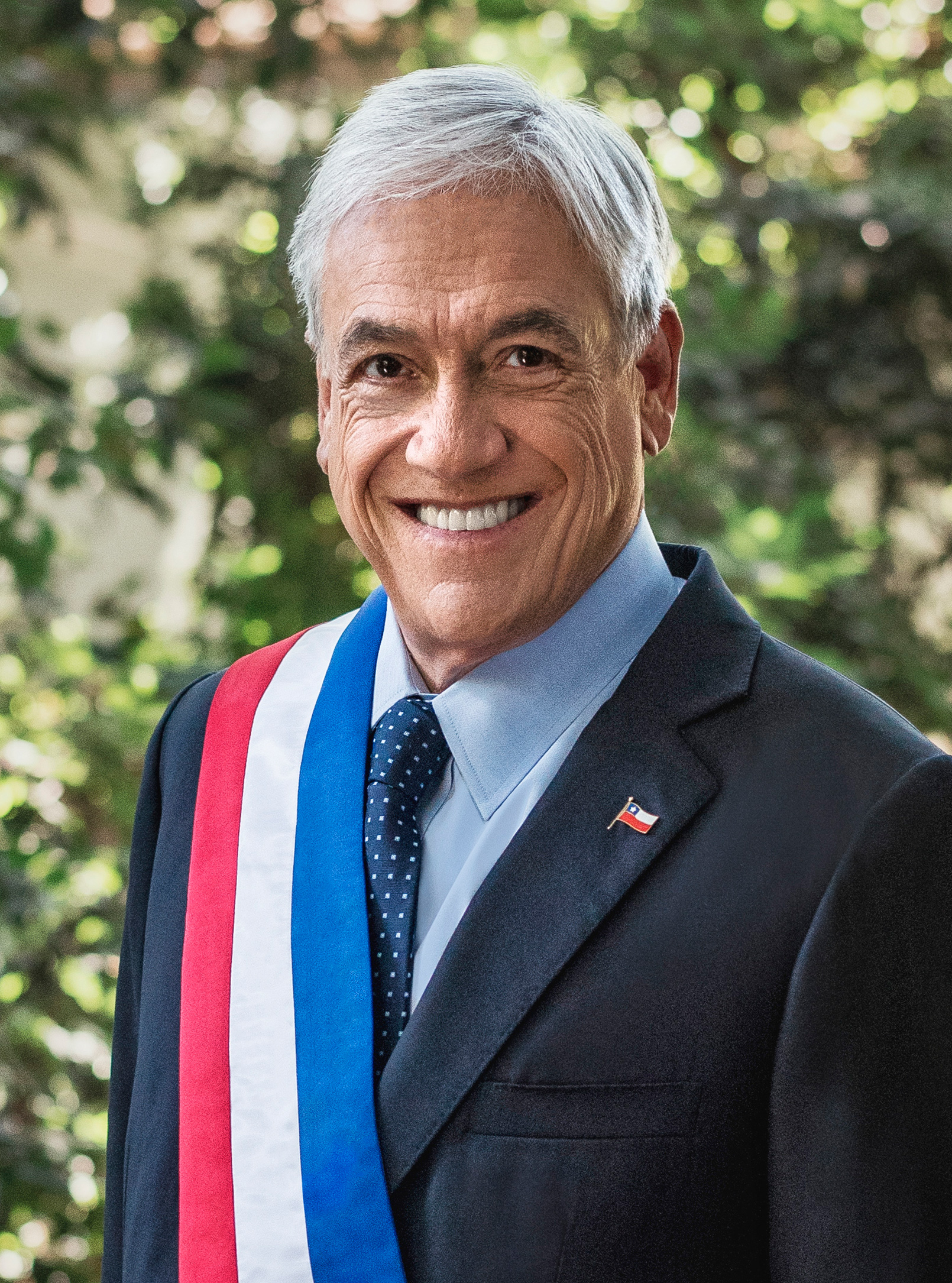
Sebastián Piñera, Chiles president 2010–2014 och sedan 2018.
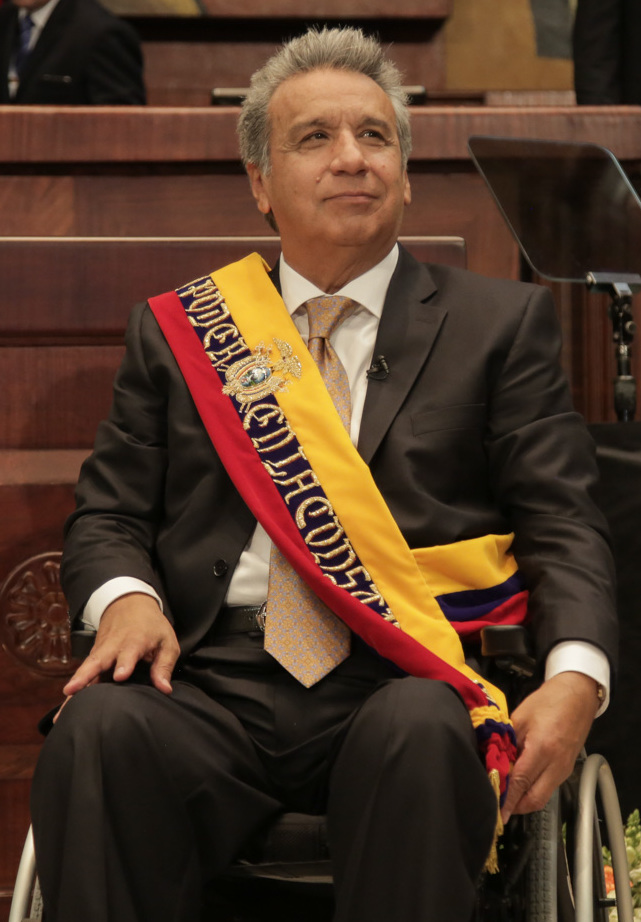
Lenín Moreno, Ecuadors president sedan 2017.
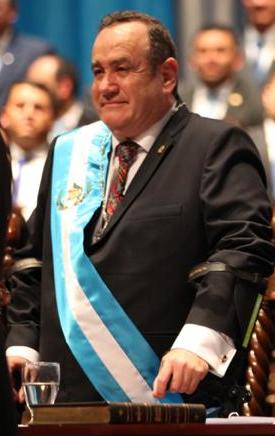
Alejandro Giammattei, Guatemalas president sedan 2020.
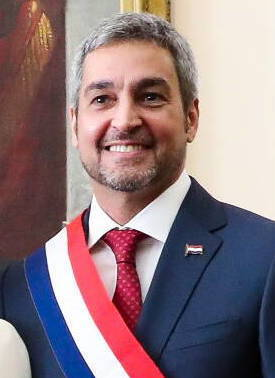
Mario Abdo Benítez, Paraguays president sedan 2018.
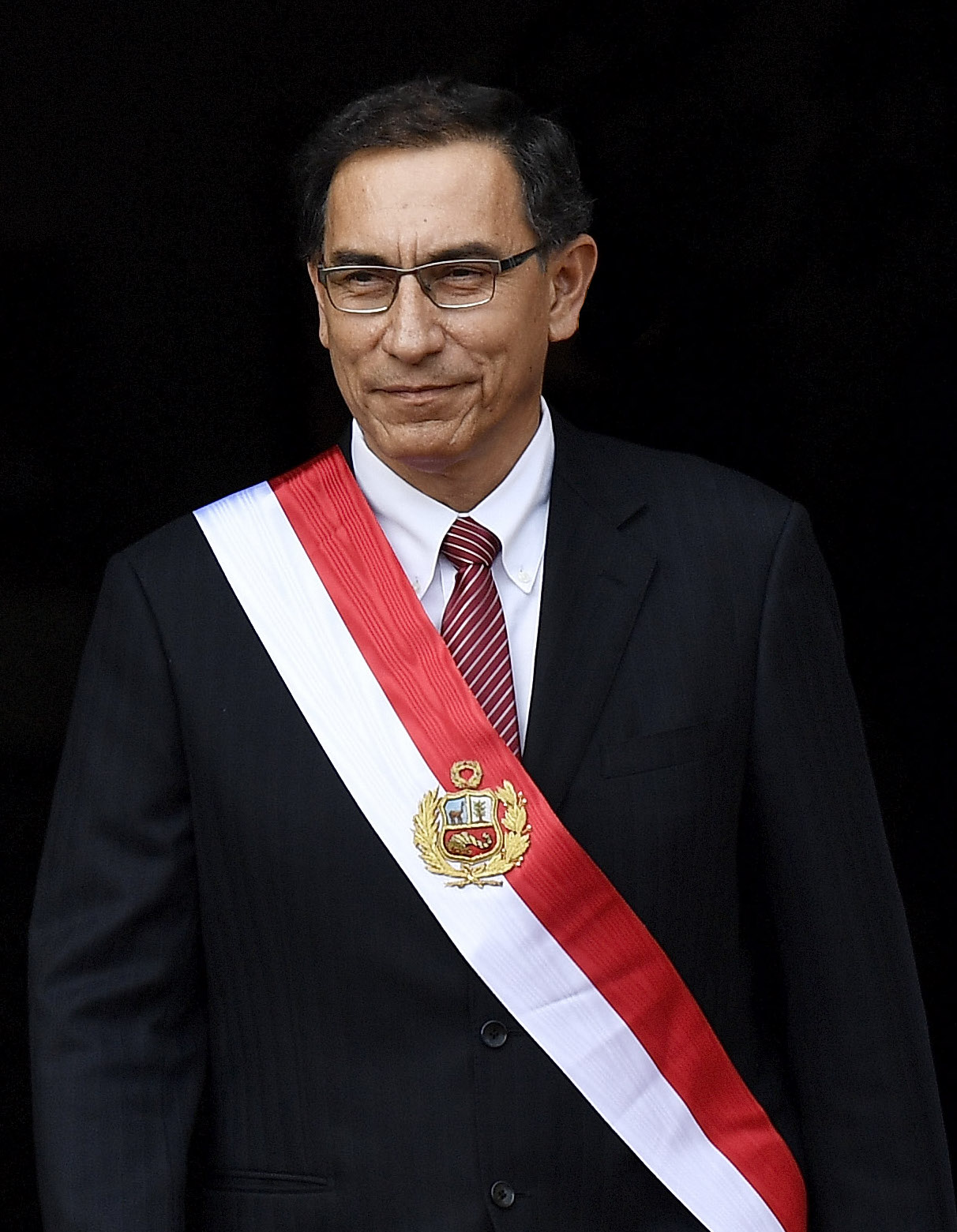
Martín Vizcarra, Perus president sedan 2018.
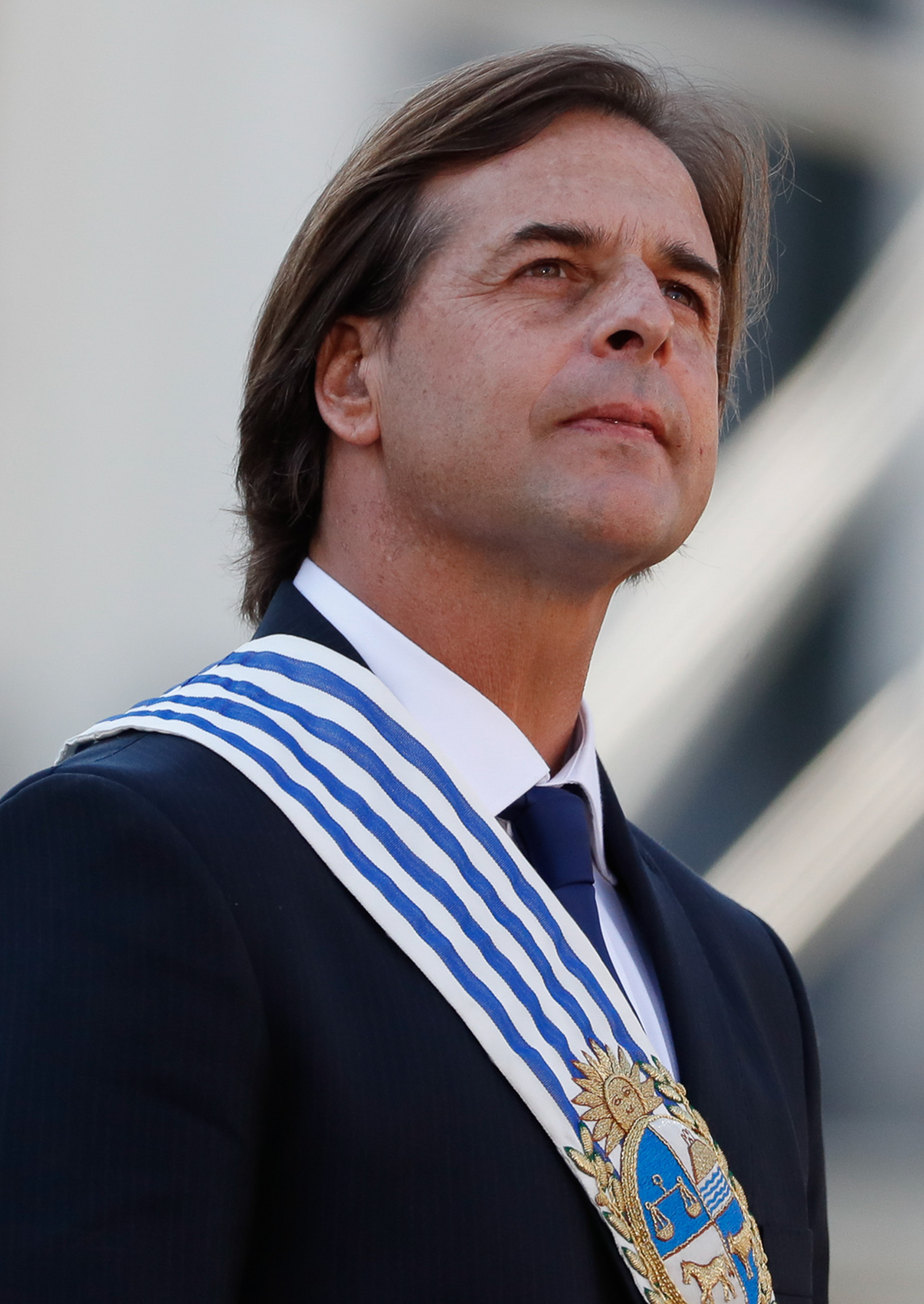
Luis Alberto Lacalle Pou, Uruguays president sedan 2020.
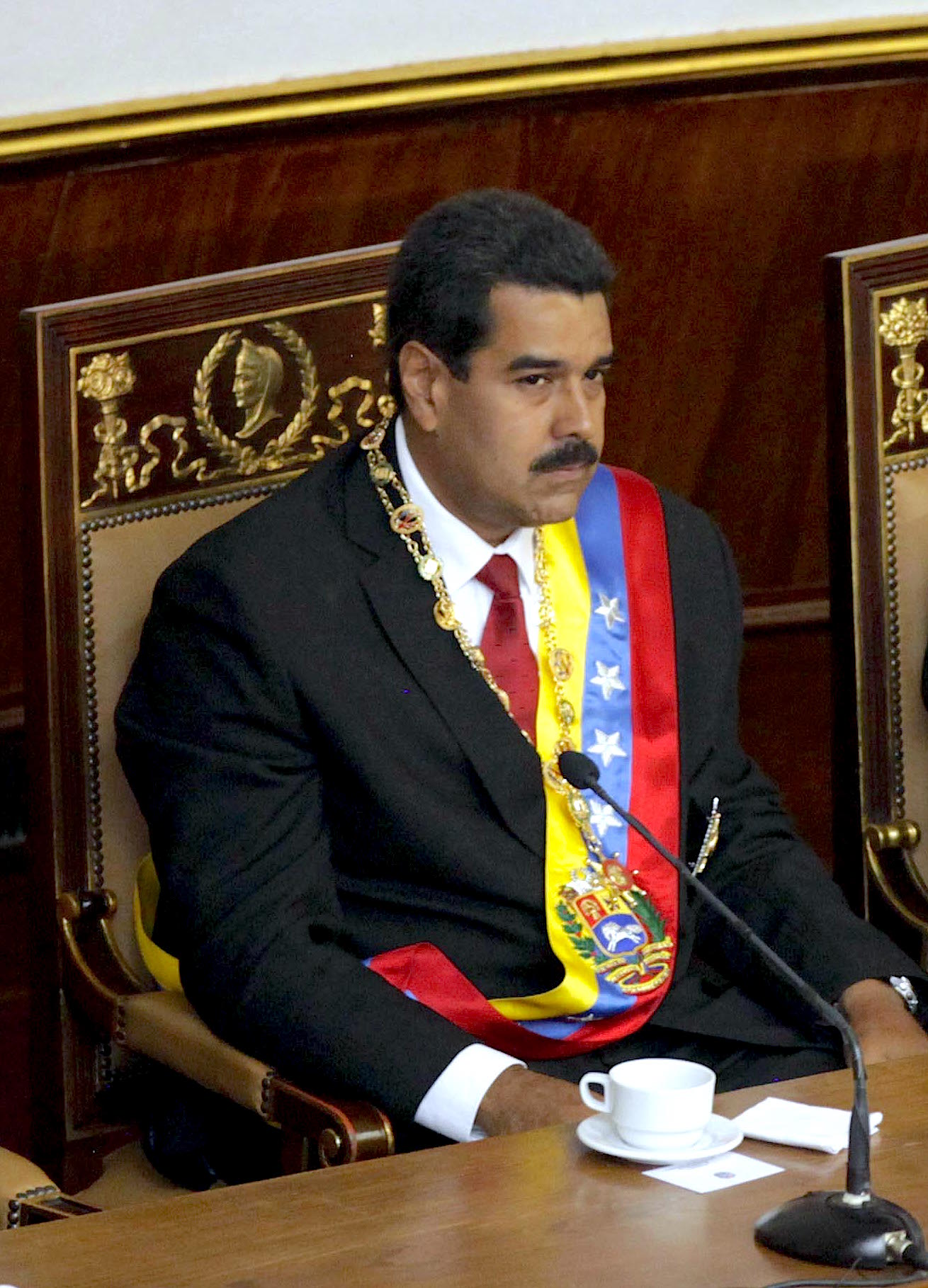
Nicolás Maduro, Venezuelas president sedan 2013 (legaliteten ifrågasatt 2019).